# Brownlee
Brownlee – jednostka osadnicza w Stanach Zjednoczonych, w stanie Nebraska, w hrabstwie Cherry.